# Fagata
Fagata, właśc. Agata Fąk (ur. 24 sierpnia 2000 w Koninie) – polska raperka, influencerka i freak fighterka.

## Życiorys
Urodziła się 24 sierpnia 2000 w Koninie. Ma młodszą siostrę. Uczęszczała do II Liceum Ogólnokształcącego im. Krzysztofa Kamila Baczyńskiego w Koninie.
Zyskała popularność w 2020 z powodu sprawy nieformalnego związku z youtuberem Stuartem Burtonem, założycielem internetowej grupy Team X. W grudniu 2020 szeroko komentowane w mediach internetowych było zakończenie przez nią współpracy z internetowym twórcą Łukaszem „Kamerzystą” Wawrzyniakiem, któremu miała zdemolować nieruchomość.
W grudniu 2022 zadebiutowała w branży muzycznej singlem „OnlyFans”. W grudniu 2024 uzyskała certyfikat platynowej płyty za utwór „Wielka szkoda”, który nagrała z raperem Diho.
W 2025 wydała swój debiutancki album studyjny, zatytułowany „Lil Fagata”, który zadebiutował na 8. miejscu polskiej listy sprzedaży – OLiS.
W maju 2025 podpisała kontrakt z wytwórnią Sony Music Entertainment Poland, zaś 13 czerwca 2025 artystka wydała pierwszy singel, pt. „Mama mówiła”, spod nowo podpisanej wytwórni.

### Kariera freak show fight

#### Formuła MMA
13 grudnia 2021 federacja High League organizująca tzw. freak fighty ogłosiła walkę w formule mieszanych sztuk walki (MMA), w której spotkały się Agata Fąk oraz Lexy Chaplin. 5 lutego 2022 podczas gali High League 2 w Tauron Arenie Kraków Fąk przegrała poprzez techniczny nokaut z Chaplin w pierwszej rundzie.
14 maja 2022 zawalczyła z Moniką Kociołek na gali Fame MMA 14 w Tauron Arenie Kraków. Zwyciężyła w trzeciej rundzie po jednogłośnej decyzji sędziów.
10 grudnia 2022 podczas gali High League 5 w łódzkiej Atlas Arenie zawalczyła z influencerką Natalią „Natsu” Kaczmarczyk, którą pokonała po trzech rundach jednogłośną decyzją sędziów.
Kolejną walkę stoczyła 5 października 2024 na gali Clout MMA 6 w Arenie Jaskółka Tarnów.

#### Formuła kick-boxingu na zasadach K-1
29 września 2023 stoczyła pierwszą walkę kick-bokserską na zasadach K-1, w ramach gali Fame Friday Arena 2, która miała miejsce w szczecińskiej Netto Arenie. Jednogłośnie zwyciężyła z Martyną „Brylantynką” Janusz.

## Kontrowersje
W październiku 2023 na platformie YouTube opublikowano filmy pt. „Mroczna tajemnica Stuu i youtuberów: Pandora Gate (Boxdel, Dubiel, Fagata)” oraz „Mroczna przeszłość polskiego YouTuba”, w których Sylwester Wardęga i Mikołaj „Konopskyy” Tylko ujawnili Pandora Gate, aferę powiązaną z zarzutami o pedofilię i grooming. Fagata w obu produkcjach została ukazana jako osoba zatajająca incydenty kolegów-youtuberów z nieletnimi. Celebrytka kilkukrotnie odcinała się od tej narracji.

## Życie prywatne
W 2020 jej partnerem był Stuart Burton, założyciel grupy Team X. Następnie związała się z Piotrem „Lizakiem” Lizakowskim. W czerwcu 2024 para poinformowała o rozstaniu.

## Dyskografia

### Albumy studyjne
| Rok  | Dane dot. albumu | Najwyższa pozycja na liście |
| Rok  | Dane dot. albumu | POL                         |
| ---- | --- | --------------------------- |
| 2025 | Lil Fagata - Wydany: 17 stycznia 2025 - Wytwórnia: wydanie własne (za pośrednictwem MUGO) - Formaty: CD, digital download, streaming | 8                           |

### Single
| Rok | Tytuł                              | Najwyższa pozycja na liście | Certyfikat              | Sprzedaż       | Album              |
| Rok | Tytuł                              | POL                         | Certyfikat              | Sprzedaż       | Album              |
| --- | ---------------------------------- | --------------------------- | ----------------------- | -------------- | ------------------ |
| 2022 | „OnlyFans”                         | X                           |                         |                | –                  |
| 2023 | „Wielka szkoda” (oraz Diho)        | –                           | - ZPAV: platynowa płyta | - POL: 50 000+ | Morda nie szklanka |
| 2023 | „Plastik”                          | –                           |                         |                | Lil Fagata         |
| 2023 | „Bandycka jazda”                   | 33                          | - ZPAV: platynowa płyta | - POL: 50 000+ | Lil Fagata         |
| 2024 | „Góra dół” (oraz Josef Bratan)     | –                           |                         |                | Lil Fagata         |
| 2024 | „Osobowości Dwie”                  | 42                          | - ZPAV: złota płyta     | - POL: 25 000+ | Lil Fagata         |
| 2024 | „Kubki” (oraz Lil Gnar)            | 57                          |                         |                | Lil Fagata         |
| 2024 | „Bla Bla Bla” (oraz Natalisa)      | 84                          | - ZPAV: złota płyta     | - POL: 25 000+ | Lil Fagata         |
| 2024 | „Miłość boli”                      | –                           |                         |                | Lil Fagata         |
| 2024 | „Jechanka po bandzie”              | –                           |                         |                | Lil Fagata         |
| 2024 | „To skomplikowane”                 | –                           |                         |                | Lil Fagata         |
| 2024 | „Raz, dwa, trzy”                   | –                           |                         |                | Lil Fagata         |
| 2025 | „Cała ja” (oraz Natalisa)          | –                           |                         |                | –                  |
| 2025 | „Trójkąt” (oraz Natalisa, Sentino) | –                           |                         |                | –                  |
| 2025 | „Wow”                              | 4                           |                         |                | –                  |
| 2025 | „Mama mówiła”                      | –                           |                         |                | –                  |
| 2025 | „Wszystkie fajne”                  | 55                          |                         |                | –                  |
| „–” oznacza, że singel nie był notowany na danej liście. „X” oznacza, że lista nie istniała w danym okresie. |                                    |                             |                         |                |                    |

### Występy gościnne
| Rok                                                      | Tytuł                                       | Najwyższa pozycja na liście | Album          |
| Rok                                                      | Tytuł                                       | POL                         | Album          |
| -------------------------------------------------------- | ------------------------------------------- | --------------------------- | -------------- |
| 2024                                                     | „Jump” (DJ.Frodo, gościnnie: Fagata, Bay-C) | –                           | New World Rave |
| 2025                                                     | „Lost” (Sentino, gościnnie: Fagata)         | 30                          | –              |
| „–” oznacza, że singel nie był notowany na danej liście. |                                             |                             |                |